# やれんのか! 大晦日! 2007

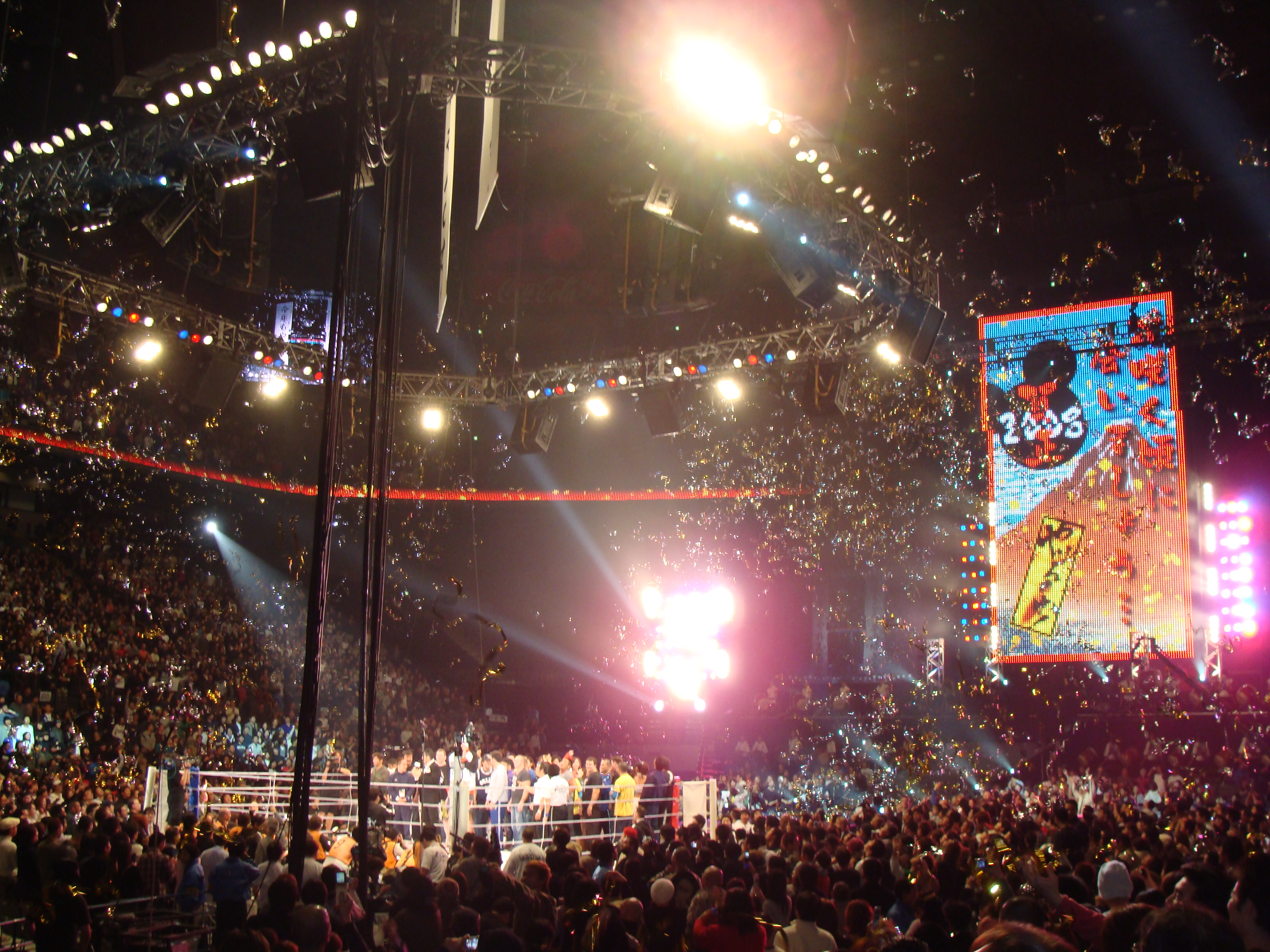
フィナーレの様子

やれんのか! 大晦日! 2007 Supported by M-1 GLOBAL（やれんのか おおみそか にせんなな サポーテッド・バイ・エムワングローバル）は、日本の総合格闘技イベント。2007年12月31日、埼玉県さいたま市のさいたまスーパーアリーナで開催された。

## 大会概要
日本の総合格闘技イベントPRIDEが2007年にアメリカの総合格闘技イベントUFCのオーナーに買収された末に活動を停止。行き場を失ったスタッフと選手が、日本で格闘技イベントを手がけるFEGとDEEP、アメリカで新たに旗揚げするM-1 GLOBALの協力を得て開催することになった大会である。
PRIDEが活動停止している間に日本人と外国人の多くの選手がUFCやHERO'Sといった他の大会に流出した中、PRIDE再開の望みをかけていたPRIDE武士道参戦選手の青木真也、川尻達也、桜井"マッハ"速人、石田光洋らを中心に、M-1 GLOBALからPRIDEヘビー級王者のエメリヤーエンコ・ヒョードルが加わり、PRIDE末期のスポンサーらが発足させたワールドビクトリーロードの総合格闘技イベント戦極に参戦する瀧本誠やDEEP王者の長谷川秀彦も参加。旧PRIDEの日本人と外国人選手同士の対決、旧PRIDEの選手とK-1から派遣された選手との対戦、といった図式でカードが組まれた。
開催当日の昼間は、かつてPRIDEを運営していたドリームステージエンターテインメントが主催していたプロレスのイベントのハッスルが行われたため、やれんのか!は観客を入れ替えて、20時から始まった。その影響で、やれんのか!ではPRIDEで採用されていた変則3R制ではなく、第1試合目では5分2R制、第2試合目以降の全ての試合で1R10分、2R5分の変則2R制となっている。尚、変則2R制は後にDREAMでも採用された。

### 開催までの経緯
2001年から大晦日のさいたまスーパーアリーナでは格闘技イベントが毎年開催され、2003年からはPRIDEの大晦日版としてPRIDE男祭りがファンを集めていた。PRIDEが買収される前からスタッフが会場を押えていたことから、かねてから大晦日に旧PRIDEスタッフが大会を開催することは噂になっており、ファンの側もPRIDEの再開を望んでPRIDE10周年の10月11日にスタッフに約1,000通のメッセージを送り、イベントの開催を後押ししていた。
2007年11月21日、実行委員会と参加予定選手、旧PRIDE統括本部長高田延彦らが会見に臨み、2007年4月まで総合格闘技イベントPRIDEを運営していたスタッフにより、PRIDEファンへのけじめとして一夜限りの開催が決定したことを発表した。
2007年11月28日、旧PRIDEスタッフを中心とした「やれんのか! 大晦日! 2007実行委員会」、アメリカの総合格闘技プロモーション「M-1 Global」に加え、格闘技イベントK-1やHERO'Sを運営するFEG、総合格闘技イベントDEEPを主催するDEEP事務局らが主催者として参加することが記者会見で発表された。2003年以来、K-1とPRIDEはライバル関係にあったことから、この共催は「格闘技界の大連立」とも称された。この「大連立」は記者会見や格闘技雑誌でその後もキーワードとして使われていった。
2007年12月13日、「やれんのか! 大晦日! 2007」と「K-1 PREMIUM 2007 Dynamite!!」の合同記者会見が開かれ、フィールズが両イベントの冠スポンサーとなるとともに、Dynamite!!協力試合としてエメリヤーエンコ・ヒョードル vs. チェ・ホンマン、秋山成勲 vs. 三崎和雄の2カードが発表された。
2007年12月23日、当初から出場が予定されていたJ.Z.カルバンが左膝負傷のため欠場となったことが発表され、12月27日、代わりの対戦相手として、シドニーオリンピック男子柔道60kg以下級銀メダリストである韓国のチョン・ブギョンが選ばれた。

### 開催
「集結セヨ。」と銘打たれた大会には、主催者発表で27,128人のファンが集まり、旧PRIDEのスタッフが顔を揃えた。PRIDE男祭りで恒例となっていた統括本部長の高田の大太鼓で幕を開け、レニー・ハートの選手コール、ケイ・グラントと太田真一郎のリングアナウンス、立木文彦がナレーションの佐藤大輔演出の選手紹介の煽り映像が試合を盛り上げた。レフェリーやジャッジ、リングドクターもPRIDE時代の面々がほぼ顔を揃え、ラウンドガールもPRIDEガールが参加した。
全試合終了後に年越しのカウントダウンイベントを実施し、その後、選手と関係者のマイクを経て、高田の挨拶と選手らのリング上から四方への礼でイベントを終えた。一夜限りのけじめのイベントとして開催された大会だったが、垂れ幕やビジョンには「桜咲くころ、夢の続きを」という新イベント開催を示唆するメッセージがみられた。一部スポーツ紙からは、実行委員会が4月にさいたまスーパーアリーナを会場として予約していることを伝えられている。

### 大会終了後
2008年1月9日、秋山成勲がダウン後に三崎の放ったキックが反則にあたるとして主催者側に提訴し、1月22日に大会実行委員会より当該試合の裁定をノーコンテストへ変更する旨の発表がなされた。
同年2月13日、大会実行委員会とFEGの合同により新総合格闘技イベント「DREAM」の旗揚げ記者会見が行われ、以後の大連立の流れは同イベントに承継されることとなった。前述の4月のさいたまスーパーアリーナ大会はDREAM.2として開催された。

## イベント名
興行名はPRIDE 武士道 -其の十三-のオープニング映像やドン・フライ選手などのPRIDEの煽り映像において選手を挑発するテロップ「やれんのか?」に由来している。この言葉のオリジナルは後にPRIDEエグゼクティブプロデューサーを務めることになったアントニオ猪木が新日本プロレスのプロレスラー時代の1988年4月、藤波辰爾にかけた言葉である。

## テレビ放送
放送については、スカイパーフェクTV!のパーフェクト・チョイスとe2 by スカパー!のスカチャン!ハイビジョンによるPPV（e2 by スカパー!では事前購入のみ）で、生中継と録画によるディレイ中継が行われた。視聴料金は3,150円。実況は、市川勝也と河内孝博、解説は高阪剛が担当した。試合によって、統括本部長の高田、GRABAKAの郷野聡寛がゲスト解説に加わった。
エメリヤーエンコ・ヒョードルvsチェ・ホンマン、秋山成勲vs三崎和雄の2試合に関しては、TBSが放送する『K-1 PREMIUM 2007 Dynamite!!』の枠内で地上波放送を実施。ただし、TBSによる地上波放送に間に合わせる都合上、大会の開催中に急遽試合順が変更され、メインイベントで行われるはずであったヒョードル対ホンマンの試合が大会中に第6試合になり、Dynamite!!とやれんのか!を通じてTBSで唯一この試合だけが生中継で放送された。
このTBSの放送版は、スカイパーフェクTV!の映像をそのまま流すのではなく、選手紹介映像は別に制作され、実況はTBSの小笠原亘、解説は和術慧舟會所属の格闘家岡見勇信、ゲストはお笑いコンビのますだおかだが担当した。
PRIDE末期と同様にパブリックビューイングも実施された。東京の新宿バルト9、大阪の梅田ブルク7の2つの映画館は入場料金4,500円で「やれんのか!」の生中継を上映した。また、「K-1 PREMIUM 2007 Dynamite!!」が開催された京セラドーム大阪では全試合終了後に会場ビジョンでやれんのか!を上映し、入場客が無料で観賞できる措置が取られた。
動画配信サイトShowtimeでは、1月15日から2月19日にかけて、1試合315円、全試合2100円で有料の動画配信を行った。選手紹介ビデオと入場は含まれず、試合のみとなっている。
日本国外ではアメリカ合衆国で、M-1 GLOBALと提携したマーク・キューバンのチャンネルHDNetが「HDNet Fights: Fedor Returns」と題して、全米生中継を行った。韓国では、ケーブルテレビのチャンネルXTMが、それまで中継したDynamite!!のイベント終了後に三崎vs秋山の試合から生中継を開始した。最高視聴率はヒョードルvsホンマンの13.4%で、これは韓国の地上波で放送されていた番組の視聴率を上回る数字だった。

## 演出問題
かつてのPRIDEスタッフが運営した大会であるが、PRIDEの権利はズッファ社のオーナーが買収したため、PRIDEの試合映像やテーマ曲、会場音楽は一切使用されなかった。
本来のPRIDEのテーマ曲に代わって採用されたのが、フジテレビでPRIDEが放送されていたときのオープニングテーマ曲であるレイジ・アゲインスト・ザ・マシーンの「GUERILLA RADIO」だった。やれんのか!のオープニングや11月21日の記者会見の選手登場時にこの曲が流された。高田統括本部長の妻であるタレントの向井亜紀によれば、高田は開催の2日前までPRIDEのテーマ曲を太鼓で演奏すべく練習していた。
やれんのか!のロゴのデザインも、11月21日の記者会見当初はPRIDEで使われていたものだったことが日本国外の格闘技関連サイトで指摘され、新たに別のロゴが作成された。

## 公式ルール
PRIDEを踏襲してリングで試合を行う。試合は第1試合を除き、いずれも1R10分、2R5分の変則2ラウンド制総合格闘技ルールで行われる。グラウンドでの頭部・顔面への蹴りによる攻撃については、サッカーボールキックおよび踏みつけが禁止となり、4点ポジションでの膝蹴りのみ有効となる。なお、エメリヤーエンコ・ヒョードル vs. チェ・ホンマンの試合に限っては、4点ポジションでの頭部・顔面への膝蹴りも禁止となる。判定になった場合ドロー裁定はなく、全ての試合がマストシステムにより裁定される。

## 試合結果
第1試合 5分2R
○  マイク・ルソー vs.  ローマン・ゼンツォフ ×
1R 2:58 前方裸絞め（ノースサウスチョーク）
第2試合 1R10分、2R5分
○  川尻達也 vs.  ルイス・アゼレード ×
2R終了 判定3-0
第3試合 1R10分、2R5分
○  瀧本誠 vs.  ムリーロ・ブスタマンチ ×
2R終了 判定2-1
第4試合 1R10分、2R5分
○  石田光洋 vs.  ギルバート・メレンデス ×
2R終了 判定3-0
第5試合 Dynamite!!協力試合 1R10分、2R5分
－  三崎和雄 vs.  秋山成勲 －
1R 8:12 ノーコンテスト
秋山のダウン後に三崎が放った蹴りがルールに抵触するとして、三崎のKO勝ちから無効試合へと裁定が変更された。
第6試合 Dynamite!!協力試合 1R10分、2R5分
○  エメリヤーエンコ・ヒョードル vs.  チェ・ホンマン ×
1R 1:54 腕ひしぎ十字固め
第7試合 セミファイナル 1R10分、2R5分
○  桜井"マッハ"速人 vs.  長谷川秀彦 ×
2R終了 判定3-0
第8試合 メインイベント 1R10分、2R5分
○  青木真也 vs.  チョン・ブギョン ×
2R終了 判定3-0
ブギョンは負傷欠場したJ.Z.カルバンに代わっての出場。

## スタッフ
- 髙田延彦（元PRIDE統括本部長）
- 笹原圭一（元ドリームステージエンターテインメント広報）
- 佐伯繁（DEEP事務局代表、元PRIDE広報）
- 島田裕二 - レフェリー兼ルール・ディレクター
- ケイ・グラント - リングアナ
- レニー・ハート - リングアナ（選手名コール）
- 太田真一郎 - リングアナ
- 佐藤大輔 - 煽りVTR制作
- 立木文彦 - 煽りVTRナレーター